# Everton (ur. 1979)
Everton Antônio Pereira, także Everton (ur. 15 listopada 1979 w São José do Rio Preto) – brazylijski piłkarz grający na pozycji pomocnika.